# والتر كون
والتر كون (9 مارس 1923 - 19 أبريل 2016) هو كيميائي وفيزيائي أمريكي من أصل نمساوي ولد في 9 مارس 1923 في فيينا.
حصل على بكالوريوس في الرياضيات والفيزياء من جامعة تورنتو سنة 1945 وحصل على ماجستير في الرياضيات التطبيقية سنة 1946. في سنة 1948 حصل على الدكتوراة من جامعة هارفرد في الفيزياء. بين 1950 و1960 درس في جامعة كارنجي ميلون. ثم التحق بجامعة كاليفورنيا في سان دييغو سنة 1960 وحتى 1979. درس  في جامعة كاليفورنيا في سانتا باربرا وذلك منذ سنة 1984. وكان قد حصل على الجنسية الأمريكية سنة 1957.

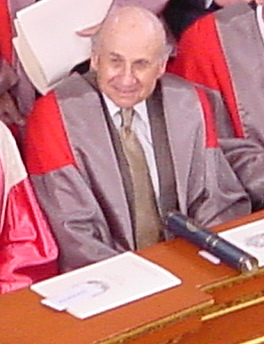
والتر كون يحصل على الدكتوراه الفخرية من جامعة أكسفورد

في سنة 1998 تقاسم جائزة نوبل في الكيمياء مع جون بوبل لتطويره الكثافة النظرية الوظيفية.

## روابط خارجية
- والتر كون على موقع الموسوعة البريطانية (الإنجليزية)
- والتر كون على موقع مونزينجر (الألمانية)
- والتر كون على موقع إن إن دي بي (الإنجليزية)